# Доліво
Доліво (пол. Doliwo) — село в Польщі, у гміні Морди Седлецького повіту Мазовецького воєводства.
Населення — 64 особи (2011).
У 1975-1998 роках село належало до Седлецького воєводства.

## Демографія
Демографічна структура станом на 31 березня 2011 року:
|          | Загалом | Допрацездатний вік | Працездатний вік | Постпрацездатний вік |
| -------- | ------- | ------------------ | ---------------- | -------------------- |
| Чоловіки | 26      | 2                  | 19               | 5                    |
| Жінки    | 38      | 3                  | 20               | 15                   |
| Разом    | 64      | 5                  | 39               | 20                   |